# Franz Schensky

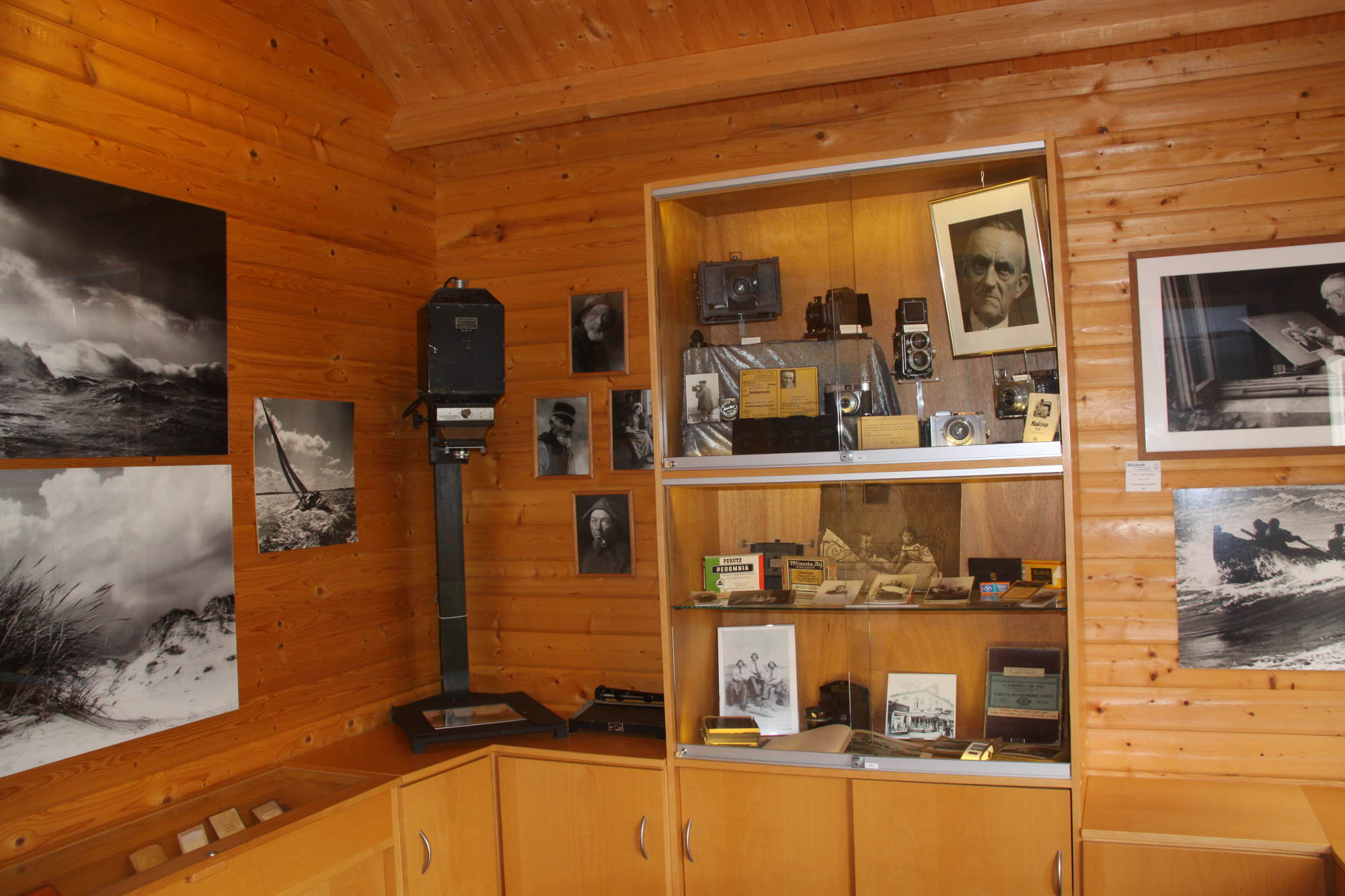
Im Museum Helgoland wurde für Franz Schensky eine eigene Hummerbude eingerichtet

Franz Schensky (* 23. August 1871 auf Helgoland; † 7. Januar 1957 in Schleswig) war ein deutscher Fotograf.
Der Helgoländer Franz Schensky gehört zu den Pionieren der Schwarzweißfotografie und hat einen festen Platz in der deutschen Lichtbild-Geschichte.
2003 wurden 1400 seiner verschollen geglaubten Glasnegative in einem Keller auf Helgoland gefunden und durch das Museum Helgoland und den Förderverein des Museums durch ein Speziallabor aufbereitet und digitalisiert. Schwerpunkt dieser Fotografien aus dem Zeitraum zwischen 1900 und 1950 sind die Bereiche Alt-Helgoland, Aquarium, Meer und Wellen, Segeln, Zerstörung und Wiederaufbau, Menschen und Zeit in Schleswig.
Zu seinem 50. Todestag gab es Ausstellungen im Helgoländer Heimatmuseum, im Kieler Landeshaus und in der Landesvertretung Schleswig-Holsteins in Berlin.
2008 wurde der Dokumentarfilm „Der Mann in der Brandung“ von Wilhelm Rösing mit Unterstützung der Hermann Reemtsma Stiftung, der Filmförderung Hamburg Schleswig-Holstein und der kulturellen Filmförderung Schleswig-Holstein über das Leben Schenskys gedreht.
Im 2017 vom NDR ausgestrahlten Dokudrama Heimat Helgoland – Der Fotograf und seine Insel ist Schensky (dargestellt durch Michael Mendl) eine der Hauptfiguren. Sein Lebenslauf wird hier auf Heimatliebe reduziert. Sein politischer Hintergrund wird verfälscht dargestellt. Schensky gehörte nach 1918 zu den Helgoländern, die versuchten, die Insel wieder unter britische Herrschaft zu bringen.

## Auszeichnungen
- 1926: Silberne Staatsmedaille des Staates Hamburg[5]